# Rouă

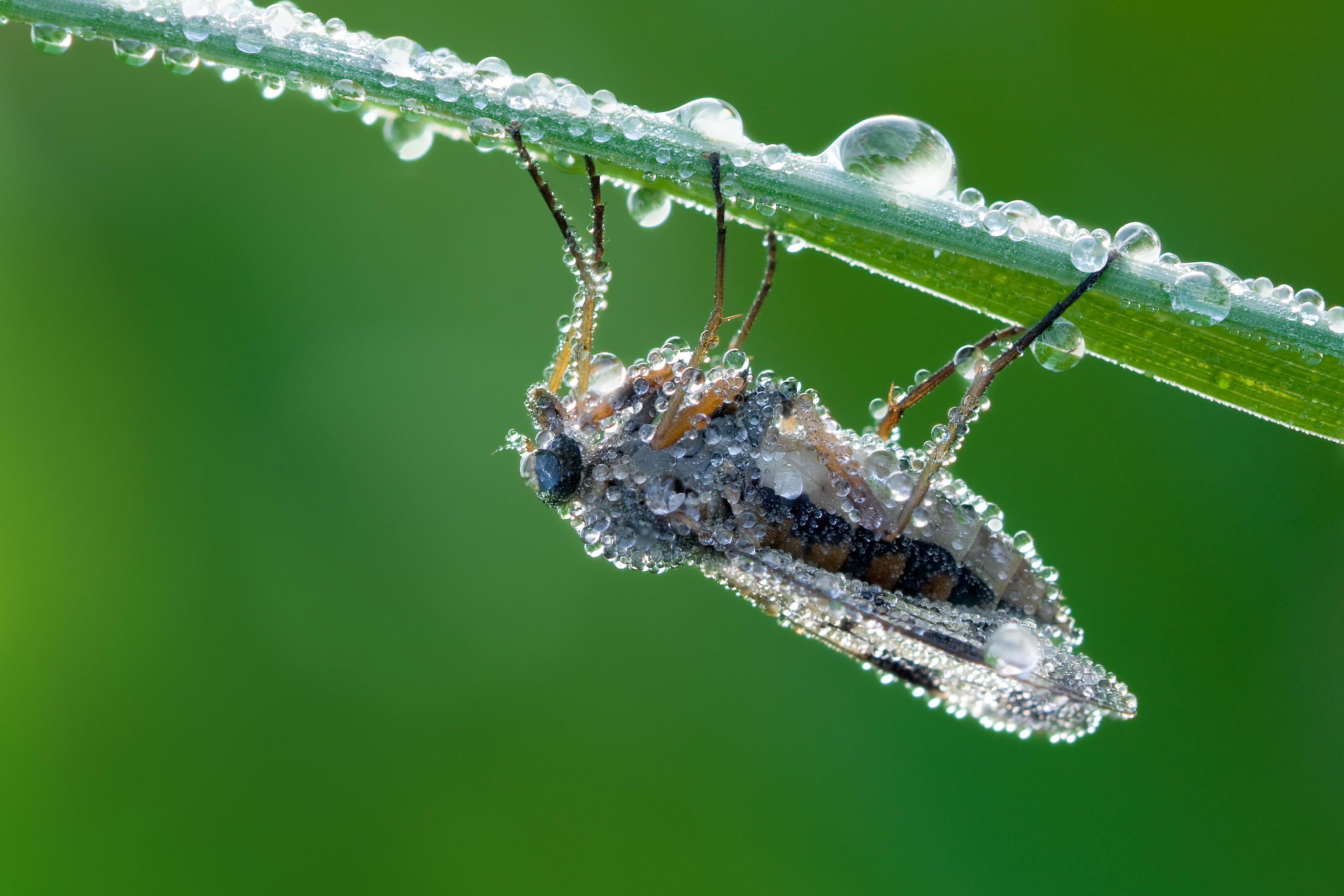
Rouă

Roua (din latină, ros, roris) este un fenomen meteorologic care face parte din categoria precipitațiilor. Ea se formează de obicei seara sau în cursul dimineții, prin răcirea aerului vaporii de apă existenți la suprafața solului se condensează formându-se pe diferite obiecte de pe sol picături de apă. Acest fenomen este influențat de gradul de saturare al aerului cu vapori de apă și de temperatura aerului, care trebuie să asigure anumite valori pentru a atinge punctul de condensare. Acest proces este asemănător cu alte fenomene meteorologice care au loc în aer, ca ceața sau norii.

## Importanță
Roua raportată la cantitatea totală de precipitații, conform statisticilor în Europa Centrală, reprezintă numai un procent de 2–5 %. Procesul de condensare, și răcirea aerului cu formare de apă are o importanță mai mare în regiunile tropicale. 
Cantitatea mică de apă rezultată prin condensare are o importanță mare pentru supraviețuirea plantelor în regiunile aride ca deșertul Namib sau deșertul Atacama.